# Summerhayesia laurentii
Summerhayesia laurentii là một loài thực vật có hoa trong họ Lan. Loài này được (De Wild.) P.J.Cribb miêu tả khoa học đầu tiên năm 1977.